# Liste des titres musicaux numéro un en Allemagne en 2004
Cette page liste les titres numéro un dans les meilleures ventes de disques en Allemagne pour l'année 2004 selon Media Control Charts. 
Les classements sont issus des 100 meilleures ventes de singles et des 100 meilleures ventes d'albums. Ils se déroulent du vendredi au jeudi, et sont publiés le mardi par l'industrie musicale allemande.

## Classement des singles
| №  | Date         | Artiste                              | Titre                           |
| -- | ------------ | ------------------------------------ | ------------------------------- |
| 1  | 2 janvier    | The Black Eyed Peas                  | Shut Up                         |
| 2  | 9 janvier    | The Black Eyed Peas                  | Shut Up                         |
| 3  | 16 janvier   | The Black Eyed Peas                  | Shut Up                         |
| 4  | 23 janvier   | Yvonne Catterfeld                    | Du hast mein Herz gebrochen     |
| 5  | 30 janvier   | The Black Eyed Peas                  | Shut Up                         |
| 6  | 6 février    | Oomph!                               | Augen auf                       |
| 7  | 13 février   | Oomph!                               | Augen auf                       |
| 8  | 20 février   | Oomph!                               | Augen auf                       |
| 9  | 27 février   | Oomph!                               | Augen auf                       |
| 10 | 5 mars       | Oomph!                               | Augen auf                       |
| 11 | 12 mars      | Sarah Connor feat. Natural           | Just One Last Dance             |
| 12 | 19 mars      | Max                                  | Can’t Wait Until Tonight        |
| 13 | 26 mars      | Max                                  | Can’t Wait Until Tonight        |
| 14 | 2 avril      | Max                                  | Can’t Wait Until Tonight        |
| 15 | 9 avril      | Usher feat. Ludacris and Lil' Jon    | Yeah!                           |
| 16 | 16 avril     | Usher feat. Ludacris and Lil' Jon    | Yeah!                           |
| 17 | 23 avril     | Usher feat. Ludacris and Lil' Jon    | Yeah!                           |
| 18 | 30 avril     | Usher feat. Ludacris and Lil' Jon    | Yeah!                           |
| 19 | 7 mai        | Mario Winans feat. Enya und P. Diddy | I Don’t Wanna Know              |
| 20 | 14 mai       | Eamon                                | F**k It (I Don’t Want You Back) |
| 21 | 21 mai       | Eamon                                | F**k It (I Don’t Want You Back) |
| 22 | 28 mai       | Eamon                                | F**k It (I Don’t Want You Back) |
| 23 | 4 juin       | O-Zone                               | Dragostea din tei               |
| 24 | 11 juin      | O-Zone                               | Dragostea din tei               |
| 25 | 18 juin      | O-Zone                               | Dragostea din tei               |
| 26 | 25 juin      | O-Zone                               | Dragostea din tei               |
| 27 | 2 juillet    | O-Zone                               | Dragostea din tei               |
| 28 | 9 juillet    | O-Zone                               | Dragostea din tei               |
| 29 | 16 juillet   | O-Zone                               | Dragostea din tei               |
| 30 | 23 juillet   | O-Zone                               | Dragostea din tei               |
| 31 | 30 juillet   | O-Zone                               | Dragostea din tei               |
| 32 | 6 août       | O-Zone                               | Dragostea din tei               |
| 33 | 13 août      | O-Zone                               | Dragostea din tei               |
| 34 | 20 août      | O-Zone                               | Dragostea din tei               |
| 35 | 27 août      | O-Zone                               | Dragostea din tei               |
| 36 | 3 septembre  | O-Zone                               | Dragostea din tei               |
| 37 | 10 septembre | Aventura                             | Obsesión                        |
| 38 | 17 septembre | Aventura                             | Obsesión                        |
| 39 | 24 septembre | Aventura                             | Obsesión                        |
| 40 | 1er octobre  | Aventura                             | Obsesión                        |
| 41 | 8 octobre    | Aventura                             | Obsesión                        |
| 42 | 15 octobre   | Aventura                             | Obsesión                        |
| 43 | 22 octobre   | Aventura                             | Obsesión                        |
| 44 | 29 octobre   | Eric Prydz                           | Call on Me                      |
| 45 | 5 novembre   | Eric Prydz                           | Call on Me                      |
| 46 | 12 novembre  | Eric Prydz                           | Call on Me                      |
| 47 | 19 novembre  | Eric Prydz                           | Call on Me                      |
| 48 | 26 novembre  | Eric Prydz                           | Call on Me                      |
| 49 | 3 décembre   | Eric Prydz                           | Call on Me                      |
| 50 | 10 décembre  | Sarah Connor                         | Living to Love You              |
| 51 | 17 décembre  | Sarah Connor                         | Living to Love You              |
| 52 | 24 décembre  | Nu Pagadi                            | Sweetest Poison                 |
| 52 | 31 décembre  | Schnappi, das kleine Krokodil        | Schnappi                        |

## Classement des albums
| №  | Date         | Artiste                    | Titre                           |
| -- | ------------ | -------------------------- | ------------------------------- |
| 1  | 2 janvier    | Robbie Williams            | Live at Knebworth               |
| 2  | 9 janvier    | Robbie Williams            | Live at Knebworth               |
| 3  | 16 janvier   | Robbie Williams            | Live at Knebworth               |
| 4  | 23 janvier   | Dick Brave & the Backbeats | Dick This!                      |
| 5  | 30 janvier   | Laith Al-Deen (de)         | Für alle                        |
| 6  | 6 février    | Dick Brave & the Backbeats | Dick This!                      |
| 7  | 13 février   | Dick Brave & the Backbeats | Dick This!                      |
| 8  | 20 février   | Norah Jones                | Feels like Home                 |
| 9  | 27 février   | Norah Jones                | Feels like Home                 |
| 10 | 5 mars       | Norah Jones                | Feels like Home                 |
| 11 | 12 mars      | Norah Jones                | Feels like Home                 |
| 12 | 19 mars      | Norah Jones                | Feels like Home                 |
| 13 | 26 mars      | George Michael             | Patience                        |
| 14 | 2 avril      | Rosenstolz                 | Herz                            |
| 15 | 9 avril      | Anastacia                  | Anastacia                       |
| 16 | 16 avril     | Anastacia                  | Anastacia                       |
| 17 | 23 avril     | Anastacia                  | Anastacia                       |
| 18 | 30 avril     | Anastacia                  | Anastacia                       |
| 19 | 7 mai        | Anastacia                  | Anastacia                       |
| 20 | 14 mai       | Anastacia                  | Anastacia                       |
| 21 | 21 mai       | Anastacia                  | Anastacia                       |
| 22 | 28 mai       | Alanis Morissette          | So-Called Chaos                 |
| 23 | 4 juin       | Avril Lavigne              | Under My Skin                   |
| 24 | 11 juin      | Avril Lavigne              | Under My Skin                   |
| 25 | 18 juin      | Nightwish                  | Once                            |
| 26 | 25 juin      | Söhne Mannheims            | Noiz                            |
| 27 | 2 juillet    | Nightwish                  | Once                            |
| 28 | 9 juillet    | Söhne Mannheims            | Noiz                            |
| 29 | 16 juillet   | Andrea Berg                | Du                              |
| 30 | 23 juillet   | Alexander                  | Here I Am                       |
| 31 | 30 juillet   | Anastacia                  | Anastacia                       |
| 32 | 6 août       | Böhse Onkelz               | Adios                           |
| 33 | 13 août      | Böhse Onkelz               | Adios                           |
| 34 | 20 août      | Böhse Onkelz               | Adios                           |
| 35 | 27 août      | Anastacia                  | Anastacia                       |
| 36 | 3 septembre  | Die Ärzte                  | Die Band, die sie Pferd nannten |
| 37 | 10 septembre | Gentleman                  | Confidence                      |
| 38 | 17 septembre | Gentleman                  | Confidence                      |
| 39 | 24 septembre | Max Herre                  | Max Herre                       |
| 40 | 1er octobre  | Bryan Adams                | Room Service                    |
| 41 | 8 octobre    | Rammstein                  | Reise, Reise                    |
| 42 | 15 octobre   | R.E.M.                     | Around the Sun                  |
| 43 | 22 octobre   | Die Toten Hosen            | Zurück zum Glück                |
| 44 | 29 octobre   | Robbie Williams            | Greatest Hits                   |
| 45 | 5 novembre   | Robbie Williams            | Greatest Hits                   |
| 46 | 12 novembre  | Robbie Williams            | Greatest Hits                   |
| 47 | 19 novembre  | Robbie Williams            | Greatest Hits                   |
| 48 | 26 novembre  | Eminem                     | Encore                          |
| 49 | 3 décembre   | U2                         | How to Dismantle an Atomic Bomb |
| 50 | 10 décembre  | Robbie Williams            | Greatest Hits                   |
| 51 | 17 décembre  | Robbie Williams            | Greatest Hits                   |
| 52 | 24 décembre  | Robbie Williams            | Greatest Hits                   |
| 52 | 31 décembre  | Robbie Williams            | Greatest Hits                   |

## Hit-Parade de l'année
| Singles | Alben |
| --- | --- |
| 1. O-Zone - Dragostea din tei 2. De Randfichten (de) - Lebt denn dr alte Holzmichl noch? 3. Usher feat. Ludacris und Lil' Jon - Yeah! 4. Eamon - F**k It (I Don’t Want You Back) 5. Max - Can’t Wait Until Tonight 6. The Black Eyed Peas - Shut Up! 7. Oomph! - Augen auf! 8. Aventura - Obsesión 9. Haiducii (de) - Dragostea din tei 10. Mario Winans feat. P. Diddy und Enya - I Don’t Wanna Know 11. Juli - Perfekte Welle 12. Eric Prydz - Call on Me 13. Anastacia - Sick and Tired 14. Michael Andrews feat. Gary Jules - Mad World 15. Limp Bizkit - Behind Blue Eyes 16. Blue - Break My Stride 17. Anastacia - Left Outside Alone 18. Stefan Raab feat. Kork, Spucky & Schrotty - Space Taxi 19. Kevin Lyttle - Turn Me On 20. Britney Spears - Everytime | 1. Anastacia - Anastacia 2. Norah Jones - Feels like Home 3. Rosenstolz - Herz 4. Wir sind Helden - Die Reklamation 5. Nelly Furtado - Folklore 6. Dick Brave & the Backbeats - Dick This! 7. Robbie Williams - Greatest Hits 8. Dido - Life for Rent 9. Robbie Williams - Live Summer 2003 10. Evanescence - Fallen |